# ボブ・スウィータン
ボブ・スウィータン（"Bruiser" Bob Sweetan、本名：Robert Carson、1940年7月4日 - 2017年2月10日）は、カナダ・サスカチュワン州出身のプロレスラー。
アメリカ合衆国の中西部や中南部を主戦場に、ヒールのラフファイターとして活躍した。

## 来歴
カナディアン・フットボール・リーグのトロント・アルゴノーツに短期間所属した後、1965年にカルガリーのスタンピード・レスリングにてデビュー。ブルーザー・ボブ・スウィータン（"Bruiser" Bob Sweetan）を名乗るヒールとしてレオ・バークやロッキー・ジョンソンと対戦し、1968年にはギル・ヘイズと組んでポール&ジョー・ルダックのルダック・ブラザーズと抗争した。
1969年からはアメリカ中西部のNWAセントラル・ステーツ地区に進出して、KO・コックス（K.O. Kox）をリングネームにディック・マードックとのコンビで活躍。5月8日にボブ・ガイゲル&ザ・ヴァイキング、6月19日にトーア・カマタ&ルーク・ブラウンを破り、同地区認定のNWA北米タッグ王座を2回獲得した。同年下期から翌1970年にかけてはキラー・コックス（フレディ・スウィータン）を新パートナーに、ガイゲルやザ・ストンパー、ダニー・リトルベア、パット・オコーナー、ロニー・エチソンらと抗争した。
1971年5月、ボブ・カーセン（Bob Carsen）の名義で日本プロレスの『ゴールデン・シリーズ』に初来日、5月31日に札幌中島スポーツセンターにて大木金太郎のアジアヘビー級王座に挑戦した。シリーズ中はジャイアント馬場やアントニオ猪木とのシングルマッチも行われ、フレッド・ブラッシーやイワン・コロフと組んでメインイベントにも再三出場した（同年1月、KO・コックスとして国際プロレスに初来日する予定だったが、日本プロレスの妨害により来日中止となっている）。
以降はリングネームをボブ・スウィータンに戻して、セントラル・ステーツ地区を中心にミッドサウス（オクラホマ、ルイジアナ、ミシシッピ、アーカンソー）のトライステート地区、アラバマのガルフ・コースト地区などを転戦。トライステート地区では若手時代のスタン・ハンセン&フランク・グーディッシュと1975年にUSタッグ王座を争い、ガルフ・コースト地区ではリップ・タイラーやエディ・サリバンと抗争を展開、同年12月28日にはタイラーからNWAガルフ・コースト・ヘビー級王座を奪取している。
主戦場のセントラル・ステーツ地区では、1977年6月10日にテッド・デビアスを破りNWAセントラル・ステーツ・ヘビー級王座を獲得（以後、ランディ・オルズやバズ・タイラーを下して、同王座には1981年12月にかけて通算5回戴冠）。1977年下期にはブラック・アンガス・キャンベルとTV王座を争い、1978年10月14日にはブルドッグ・ボブ・ブラウンと組んでジェシー・ベンチュラ&タンク・パットンから同地区版のNWA世界タッグ王座を奪取した。
1979年よりマイク・ジョージとタッグチームを結成。同年9月28日、ビル・ワット主宰のMSWAにてバトルロイヤルを制し、ミッドサウス・タッグ王座の初代チャンピオン・チームとなる。MSWAではマイケル・ヘイズ&テリー・ゴディのファビュラス・フリーバーズとも共闘して、ポール・オーンドーフやジャンクヤード・ドッグらのチームと対戦した。セントラル・ステーツ地区でもジョージと組んで活動し、1980年10月30日にボブ・ブラウン&ルーファス・ジョーンズを破り、NWAセントラル・ステーツ・タッグ王座を獲得している。11月21日にはセントルイスのキール・オーディトリアムにおいて、ニューヨークから遠征してきたボブ・バックランドのWWFヘビー級王座に挑戦した。
1981年1月、ジョージとのコンビで国際プロレスの『新春パイオニア・シリーズ』に参戦。10年ぶりの来日を果たし、1月20日に大阪府立体育館でアニマル浜口&マイティ井上のIWA世界タッグ王座に挑戦した。シリーズ中に行われた「ルー・テーズ杯争奪戦」の前期予選にも出場し、同ブロックの寺西勇とマッハ隼人に勝利したがホセ・アローヨに敗退、各ブロックの2位選手3名による敗者復活戦でジ・インベーダーを下すも、ラッシャー木村に敗れ予選通過は果たせなかった（同年7月開幕のシリーズを最後に国際プロレスは活動を停止したため、秋に開催されるはずだった決勝リーグは最終的には行われていない）。
日本遠征から帰米後の1981年5月には、タルサ、リトルロック、ロートン、ジョプリンなどMSWAの各都市で、当時ハーリー・レイスが保持していたNWA世界ヘビー級王座に連続挑戦している。
1982年からはミスター・パイルドライバー（Mr. Piledriver）をニックネームにテキサス州サンアントニオのSCWに定着。バック・ロブレイや若手ヒール時代のジム・ドゥガンと共闘して、同地区ではベビーフェイスのポジションにいたブルーザー・ブロディやディック・スレーター、スコット・ケーシーらと抗争。同年下期からは自身もベビーフェイスに転向してモンゴリアン・ストンパーやキラー・カーンとも対戦。翌1983年には、2月27日にタリー・ブランチャード、5月20日にアドリアン・アドニスを破り、サウスウエスト・ヘビー級王座を2回獲得した。
1983年の下期はプエルトリコのWWCに登場、10月23日にキング・トンガからプエルトリコ・ヘビー級王座を奪取した。1984年4月には、同じくSCWを主戦場としていたテリー・ファンクのブッキングにより、第1次UWFの旗揚げシリーズ『UWFオープニング・シリーズ』に外国人エースとして参加、前田日明ともシングルマッチで対戦している。
セミリタイア後は、1985年にルイジアナ・スーパードームで行われたMSWAのイベントにおいて、テッド・デビアス&スティーブ・ウィリアムス対ジェイク・ロバーツ&ザ・バーバリアン戦のスペシャル・レフェリーを務めた。1987年には旧敵リップ・タイラーがガルフ・コースト地区で主宰していたWOW（ワールド・オーガニゼーション・レスリング）にて一時的にカムバックを果たし、団体のエース格となってジェリー・スタッブスやビッグ・ババなどと対戦した。
1990年、15歳の実の娘を性的暴行したことで有罪判決を受けた。
2017年2月10日、76歳で死去。

## 得意技
- パイルドライバー
- エルボー・ドロップ
- ナックル・パンチ

## 獲得タイトル
スタンピード・レスリング
- スタンピード・インターナショナル・タッグ王座：4回（w / ザ・ビースト、フレディ・スウィータン（英語版）、ギル・ヘイズ、ポール・ペラー）[30]

セントラル・ステーツ・レスリング
- NWAセントラル・ステーツ・ヘビー級王座：5回[14]
- NWAセントラル・ステーツ・タッグ王座：2回（w / マイク・ジョージ、テリー・ギッブス）[19]
- NWAセントラル・ステーツTV王座：2回[15]
- NWA北米タッグ王座（セントラル・ステーツ版）：5回（w / ディック・マードック×2、キラー・コックス（英語版）×3）[7]
- NWA世界タッグ王座（セントラル・ステーツ版）：1回（w / ボブ・ブラウン）[16]

NWAトライステート / MSWA
- NWAブラスナックル王座（トライステート版）：2回[31]
- NWA USタッグ王座（トライステート版）：4回（ジークフリード・スタインク、プリンス・タプー、キラー・カール・コックス、トニー・ロコ）[12]
- ミッドサウス・タッグ王座：1回（w / マイク・ジョージ）[17]

ガルフ・コースト・チャンピオンシップ・レスリング
- NWAガルフ・コースト・ヘビー級王座：1回[13]

NWAサンフランシスコ
- NWA USヘビー級王座（サンフランシスコ版）：2回[32]

サウスウエスト・チャンピオンシップ・レスリング
- SCWサウスウエスト・ヘビー級王座：2回[26]
- SCWサウスウエスト・タッグ王座：1回（w / ディック・スレーター）[33]

ワールド・レスリング・カウンシル
- WWCプエルトリコ・ヘビー級王座：1回[27]

## 追記
酒癖の悪さと人種差別意識の強さが災いして、1981年1月の国際プロレス参戦時には、横浜市にあった花形進の店の前で常連客とストリートファイト寸前の諍いを起こした。さらに、シリーズ最終戦が行われた大和市から新宿のホテルまでの移動中にも、メキシコ人のレオ・ロペスを散々侮辱した挙句に乱闘寸前となったが、いずれもルー・テーズが制止したため事なきを得ている。
スウィータンの人間性に対しては、ジム・ロス、エド・ウィスコスキー、ジム・ドゥガンなども批判的なコメントを残している。